# 이민주
이민주(1987년 6월 12일 ~ )은 대한민국의 개그맨이다.

## 학력
- 호서 대학교 연극영화과

## 출연작

### 방송
- SBS 웃찾사 시즌 1